# George Alhassan
George Alhassan (ur. 11 listopada 1955 w Kumasi) – ghański piłkarz grający na pozycji napastnika. W swojej karierze grał w reprezentacji Ghany.

## Kariera klubowa
W swojej karierze piłkarskiej Alhassan grał w klubie Great Olympics. Zadebiutował w nim w 1977 roku i grał w nim do 1982 roku. W debiutanckim sezonie został królem strzelców ghańskiej ligi. W 1982 roku przeszedł do gabońskiego FC 105 Libreville. W sezonie 1982/1983 wywalczył mistrzostwo Gabonu, a w sezonie 1983/1984 zdobył z nim Puchar Gabonu. W 1984 roku grał w południowokoreańskim Ulsan Hyundai FC, a w sezonie 1985/1986 ponownie grał w Gabonie, w klubie Shellsport FC. W latach 1986–1990 znów grał w Great Olympics, a w latach 1990-1992 był zawodnikiem belgijskiego Berchem Sport, w którym zakończył karierę.

## Kariera reprezentacyjna
W reprezentacji Ghany Alhassan zadebiutował w 1977 roku. W 1978 roku powołano go do kadry na Puchar Narodów Afryki 1978. Wystąpił w nim jedynie w grupowym meczu z Górną Woltą (3:0), w którym strzelił dwa gole. Z Ghaną wywalczył mistrzostwo Afryki.
W 1982 roku Alhassana powołano do kadry na Puchar Narodów Afryki 1982. Na tym turnieju zagrał w pięciu meczach: grupowych z Libią (2:2), w którym strzelił gola, z Kamerunem (0:0) i z Tunezją (1:0), półfinałowym z Algierią (3:2), w którym strzelił dwa gole i finałowym z Libią (1:1, k: 7:6), w którym również strzelił gola. Z Ghaną po raz drugi został mistrzem Afryki i królem strzelców turnieju, a także wybrano go do Najlepszej Jedenastki turnieju.
W 1984 roku Alhassan został powołany do kadry na Puchar Narodów Afryki 1984. Na tym turnieju zagrał w jednym meczu grupowym, z Nigerią (1:2). W kadrze narodowej grał do 1988 roku.